# Józef Kulisz
Józef Kulisz SJ (ur. 5 kwietnia 1943 w Łopienniku Górnym) – polski duchowny rzymskokatolicki, jezuita, profesor nauk teologicznych, profesor zwyczajny w Katedrze Teologii Fundamentalnej i Dogmatycznej Sekcji św. Andrzeja Boboli Bobolanum Papieskiego Wydziału Teologicznego w Warszawie.
Specjalizuje się w teologii fundamentalnej. W 1962 wstąpił do zakonu jezuitów. Święcenia kapłańskie przyjął 2 lipca 1970. W 1971 ukończył magisterskie studia teologiczne w  Collegium Bobolanum. Doktorat obronił w 1975. Habilitował się w 1985. W 1994 uzyskał tytuł naukowy profesora nauk teologicznych.
Zajmuje stanowisko kierownika Katedry Teologii Fundamentalnej i Dogmatycznej Sekcji św. Andrzeja Boboli Bobolanum Papieskiego Wydziału Teologicznego w Warszawie. Pełnił funkcje: kierownika Sekcji św. Andrzeja Boboli Bobolanum Papieskiego Wydziału Teologicznego w Warszawie, dziekana i prodziekana Papieskiego Wydziału Teologicznego w Warszawie oraz kierownika Katedry Teorii i Poznania Teologicznego Uniwersytetu Kardynała Stefana Wyszyńskiego w Warszawie. Jest członkiem Komitetu Nauk Teologicznych PAN (w przeszłości był wiceprzewodniczącym tej jednostki). W 2017 otrzymał doktorat honoris causa Uniwersytetu Trnawskiego.

## Autorskie publikacje monograficzne
- Teilhardowskie rozumienie grzechu (1986)
- Jezus w świetle historii (1989)
- Bóg w Jezusie (1989)
- Spór o religię sporem o człowieka (1992)
- Tęsknota za Nieskończonym (1993)
- W kręgu zagadnień i problemów teologii fundamentalnej (1994)
- Wprowadzenie do teologii fundamentalne (1995)
- Tajemnica Jezusa Chrystusa w rozumieniu Teilharda de Chardin (1995)
- Spór o Jezusa Chrystusa w ciągu dziejów (wraz z Aleksandrą Mostowską-Baliszewską; 1998)
- Czasy nowożytne wyzwaniem dla chrześcijaństwa (2001)
- Z Jezusem na via dolorosa (wraz z Ryszardem Rumiankiem; 2011)
- Wiara i kultura miejscem teologii fundamentalnej (2012)
- Wiara i kultura miejscem współczesnej apologii chrześcijaństwa (2013)
- Wiara i kultura miejscem ważnych pytań (2014)
- Wiara i kultura miejscem sporu o człowieka (2015)
- Wiara i kultura miejscem nadziei zbawienia (2016)
- Ježiš Kristus, Jeho existencia a zmysel : theologia fundamentalis - christologia (wraz z Andrejem Filipkiem; 2016)
- Wiara i kultura miejscem apologii ludzkości (2017)